# Derbiul Clujului
Derbiul Clujului se referă la meciurile de fotbal dintre CFR Cluj și Universitatea Cluj, disputat pentru prima dată în 1920. CFR joacă pe stadionul Dr. Constantin Rădulescu din Gruia, nord-vestul orașului Cluj-Napoca, în timp ce Universitatea joacă pe Cluj Arena, aproape de centrul orașului; cele două stadioane sunt separate de aproximativ 1,3 km.

## Origini și istorie

### Derby-urile timpurii în perioada antebelică

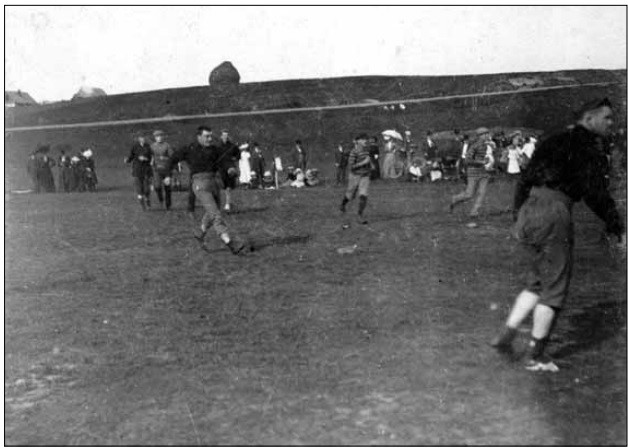
Prima fotografie a unui meci de fotbal din România a fost făcută în Cluj, în 1896.

Derby-ul Clujului a început cu două decenii înainte ca cele două echipe de azi să se întâlnească în formatul în care sunt astăzi. Regiunile cunoscute sub numele de Transilvania (inclusiv Crisana și Maramures) și Banat, de o parte și de alta a râului Mureș, făceau parte din Regatul Ungariei în cadrul Imperiului Austro-Ungar. Primul meci din orașul Cluj(numit atunci Kolozsvar, deoarece Transilvania făcea parte din Austro-Ungaria) a fost între Club Atletic Cluj (Kolozsvar Athletic Club/KAC), care a înființat o secție de fotbal în toamna anului 1904 (formată din jucătorii de la Colegiul Unitarian și cei de la Liceul Romano-Catolic) și KKAS (Studenții Academiei Comerciale din Cluj fondat în 1905). Deoarece cele două echipe au absorbit întregul fotbal, aveau deja o astfel de bază de jucători încât au condus și echipe secunde. 

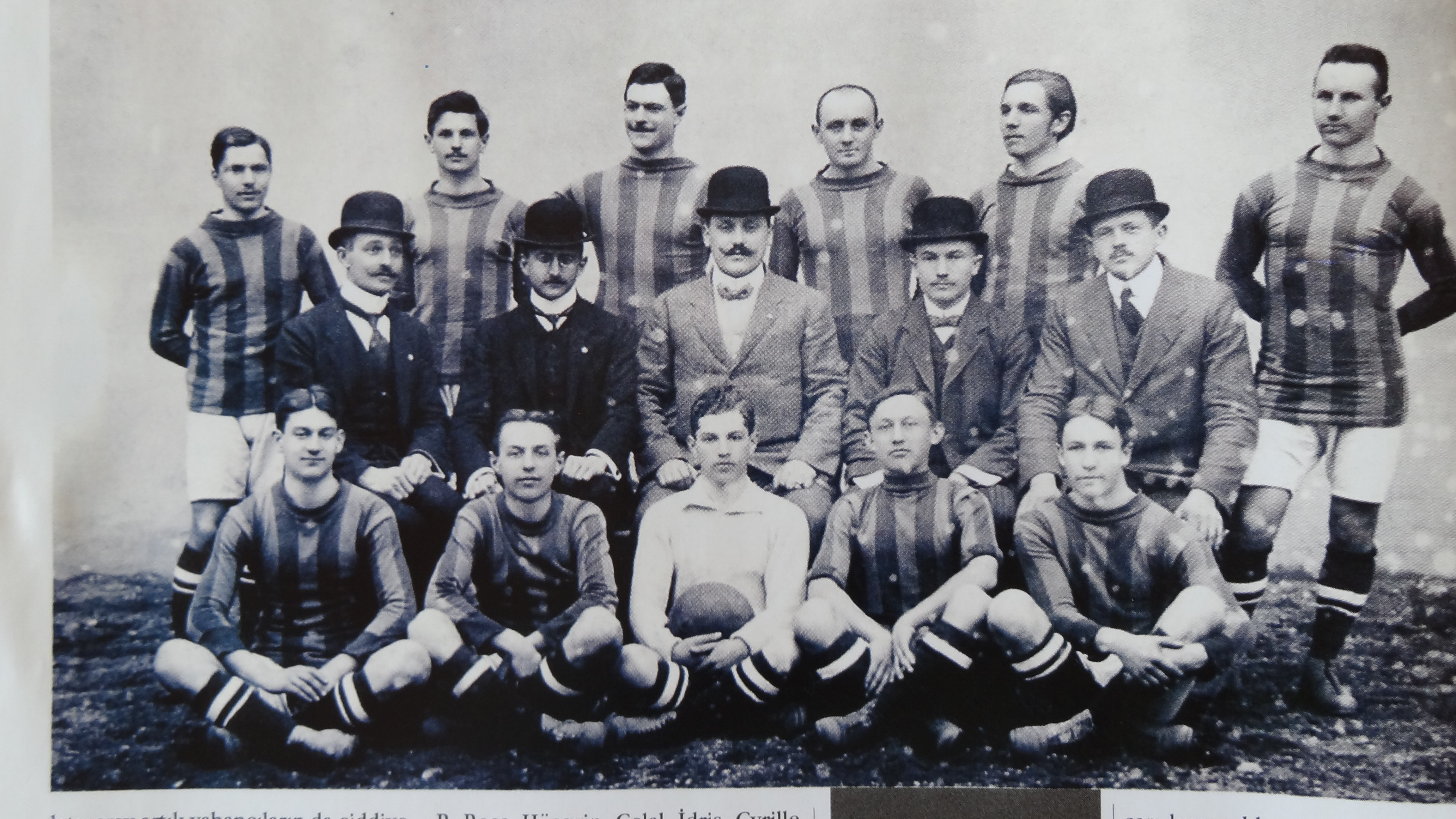
Selecționata Clujului înaintea meciului cu Galatasaray, la inaugurarea Stadionului Orășenesc în 1911. În echipament jucătorii CA Cluj, iar în costume jucătorii CFR-ului.

În 1905 și 1906 au avut loc evenimente sportive unde au participat cele patru echipe. În 1905 campioni au ieșit Club Atletic Cluj, dar în 1906 după aducerea ca președinte a lui Róbert Kuntner și a marelui atacant Otto Weiszfeller în jurul căruia s-a clădit noua echipă, Academia Comercială a câștigat primele medalii.
Din sezonul 1907-1908 s-a fondat seria Est al ligii a doua maghiare deoarece în 1907 a fost înființat și Clubul Sportiv Feroviar Cluj (Kolozsvari Vasutas Sport Club), minimul necesar fiind 3 cluburi. Studenții de la Academia Comercială (KKASK) a câștigat titlul regional trei sezoane consecutive 1908, 1909 și 1910, precum și cel din sezonul 1911-12. CFR Cluj a câștigat în sezonul 1910-11 sub denumirea de Clubul Gimnastic/Sportiv Cluj și sezonul 1912-13. În sezonul 1913-14 în tur CFR Cluj era lider de clasament, dar în retur CA Cluj avea un fragil avantaj, dar campionatul a fost întrerupt de începerea Primului Război Mondial.

### Perioada Interbelică

„U” Cluj în 1920

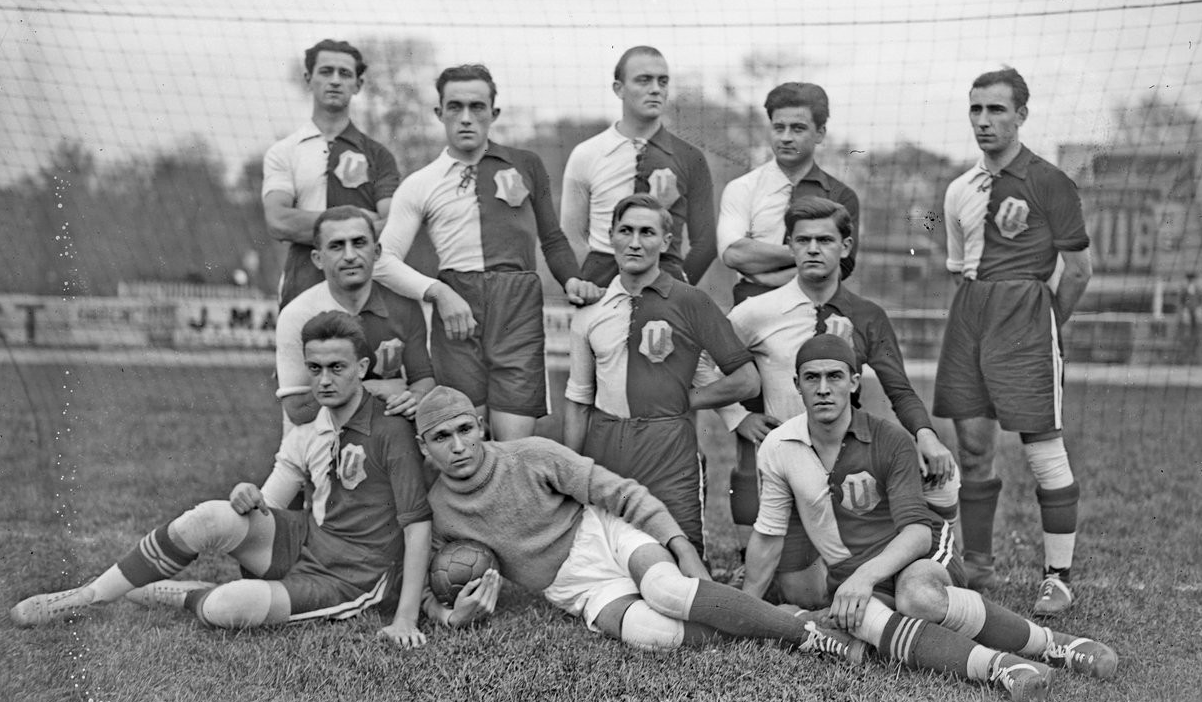
Echipa U Cluj în 1923 în Franța.

CFR Cluj a câștigat campionatul districtual în sezonul 1919-20, iar Universitatea abia a fost fondată în 1919 sub numele de SSSU Cluj (Societatea Sportivă a Studenților Universitari Cluj). Conform jurnalistului Răzvan Toma, primul meci dintre cele două echipe a fost jucat pe 13 octombrie 1920 când CFR a zdrobit Universitatea cu scorul de 8-0. Derbiurile pentru câștigarea campionatului districtual n-au mai fost disputate între CA Cluj si CFR Cluj, cele două intrând într-o perioadă mai nefastă din prisma secțiilor de fotbal, U Cluj si Victoria Cluj(care a mai purtat numele de România Cluj) au fost cele care au câștigat tilul de campioană regională. U Cluj de 7 ori(1923–24, 1924–25, 1926–27, 1929–30, 1930–31, 1931–32, 1941–42) iar Victoria Cluj de 6 ori(1920–21, 1921–22, 1922–23, 1925–26, 1927–28, 1928–29).

### Perioada postbelică
Primul meci din Divizia A dintre CFR și Universitatea a avut loc pe 7 decembrie 1947 când Universitatea a câștigat cu scorul de 3-1, obținând prima victorie împotriva CFR-ului care la acea vreme juca pentru prima dată în competiție după fuziunea cu echipa Ferar Cluj.
Deoarece Universitatea și-a petrecut cea mai mare parte a istoriei sale jucând în primul eșalon fotbalistic din România iar CFR în ligile inferioare, rivalitatea a fost în mare parte uitată până în anii 1970. CFR a promovat în Divizia A în 1969 iar cele două echipe s-au întâlnit din nou. În primele trei sezoane împreună în prima divizie, Universitatea a câștigat majoritatea meciurilor până în 1972 când a fost învinsă cu scorul de 1-0. În sezonul 1975-1976 ambele echipe au retrogradat în Divizia B. În cele două sezoane împreună în eșalonul secund, CFR a rămas neînvinsă, chiar și în sezonul 1977-1978 când Universitatea a promovat iar CFR a rămas în a doua divizie. Timp de mai bine de 20 de ani, Universitatea a rămas predominant în Divizia A, în vreme ce CFR-ul a rămas în ligile inferioare.

### Perioada postrevoluționară

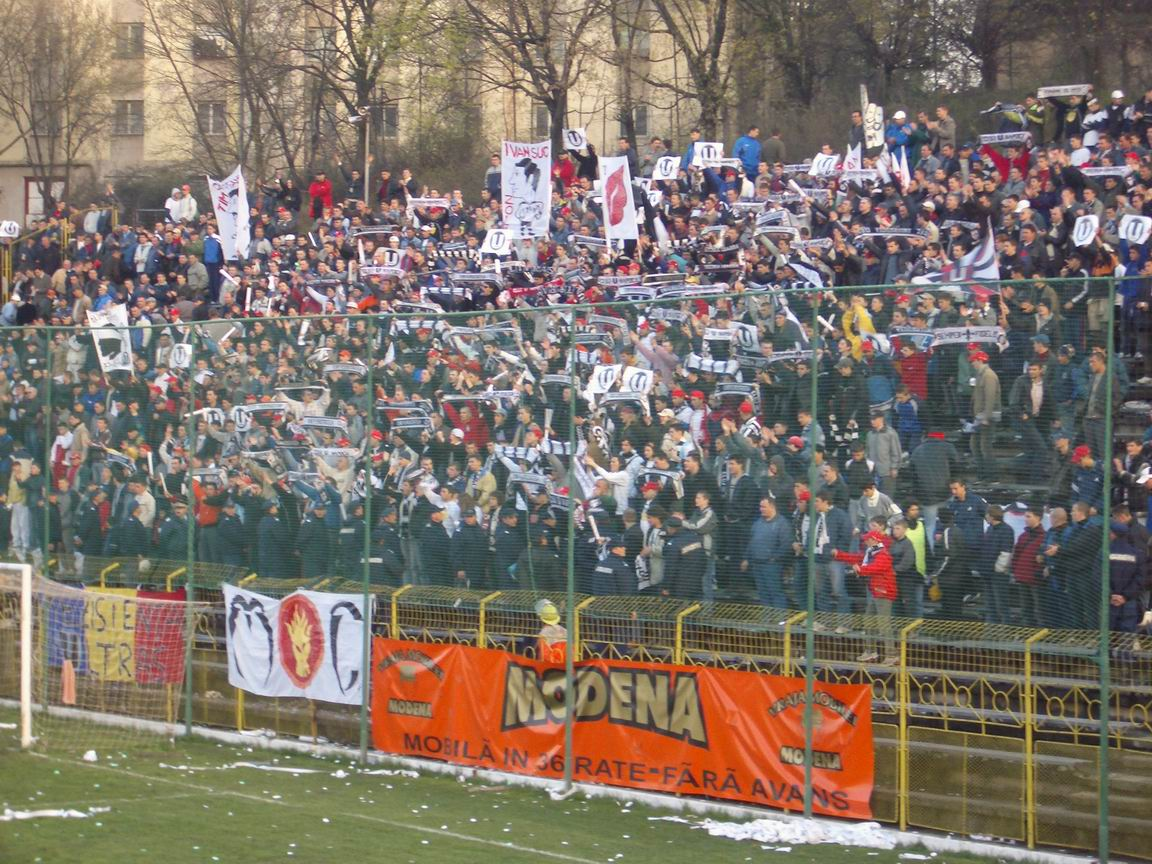
Suporterii F.C Universitatea Cluj în timpul meciului cu CFR Cluj-Napoca.
Fotografia realizată de Alexandru Rap. aprilie 2004.

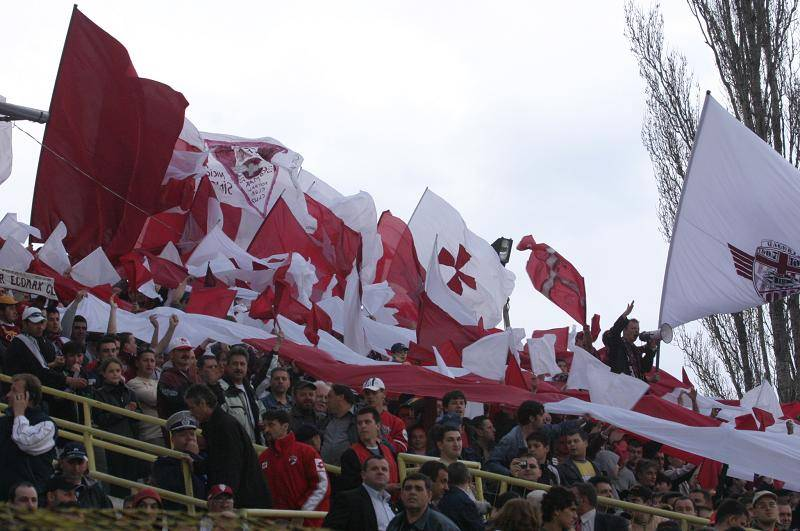
Galeria CFR-ului în 2006.

În 2004, CFR a reușit revenirea în Divizia A și a continuat să rămână neînvinsă în fața Universității. De atunci, CFR a devenit una dintre cele mai importante echipe de fotbal din România, câștigând 8 titluri de campioană și jucând în cupele europene, în vreme ce Universitatea a devenit echipa secundară a Clujului. 
Pe 7 mai 2008, CFR a învins Universitatea iar meciul a avut semnificație pentru ambele echipe: CFR a câștigat primul titlu de campioană, în vreme ce Universitatea a retrogradat. 
În sezonul 2010-2011, Universitatea a revenit în prima divizie și a terminat sezonul pe locul 8, în fața rivalei CFR (locul 10), chiar dacă nu a reușit să înregistreze victorie asupra CFR-ului. 

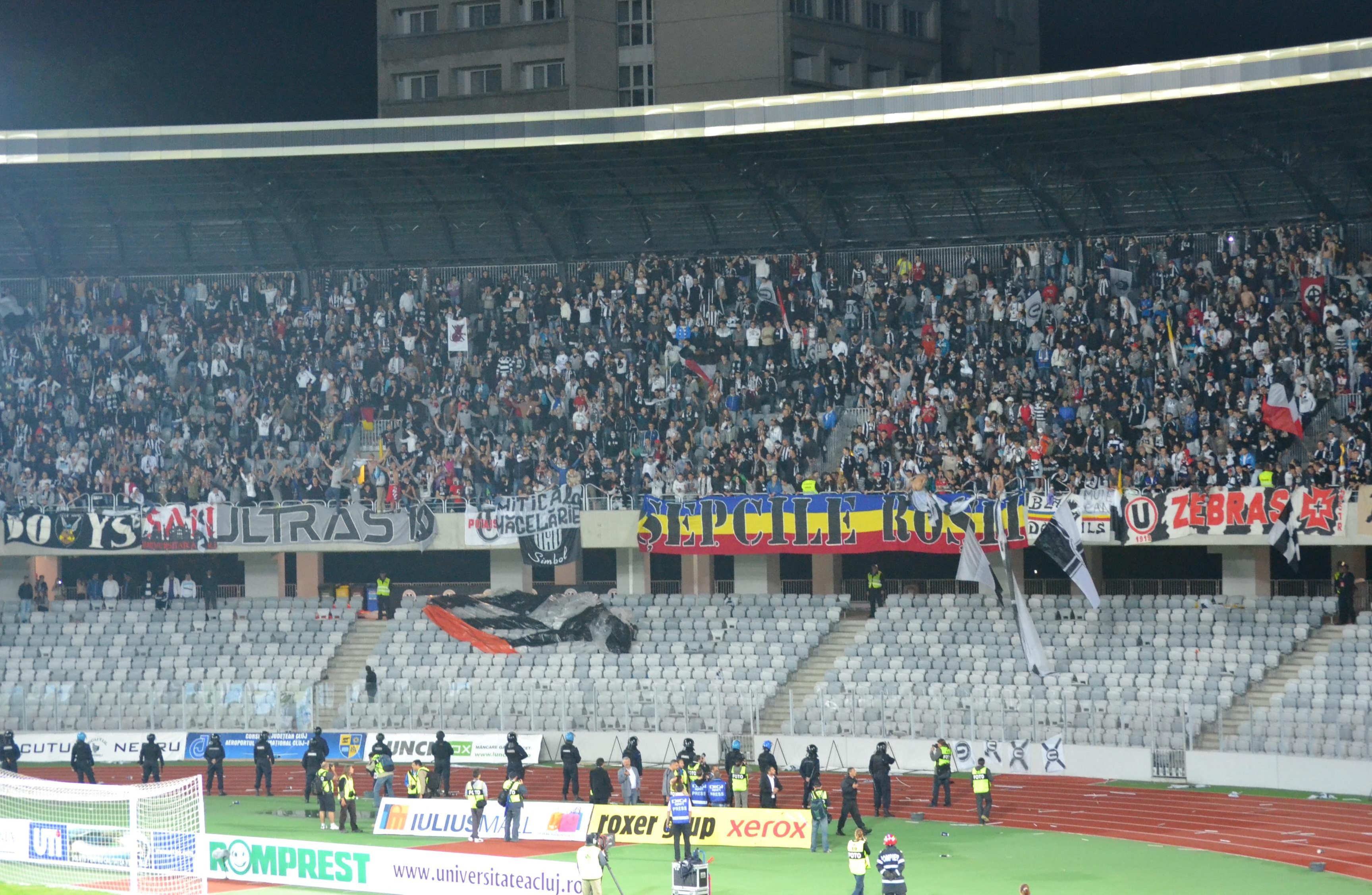
Suporterii FC Universitatea Cluj în 19 octombrie 2012.

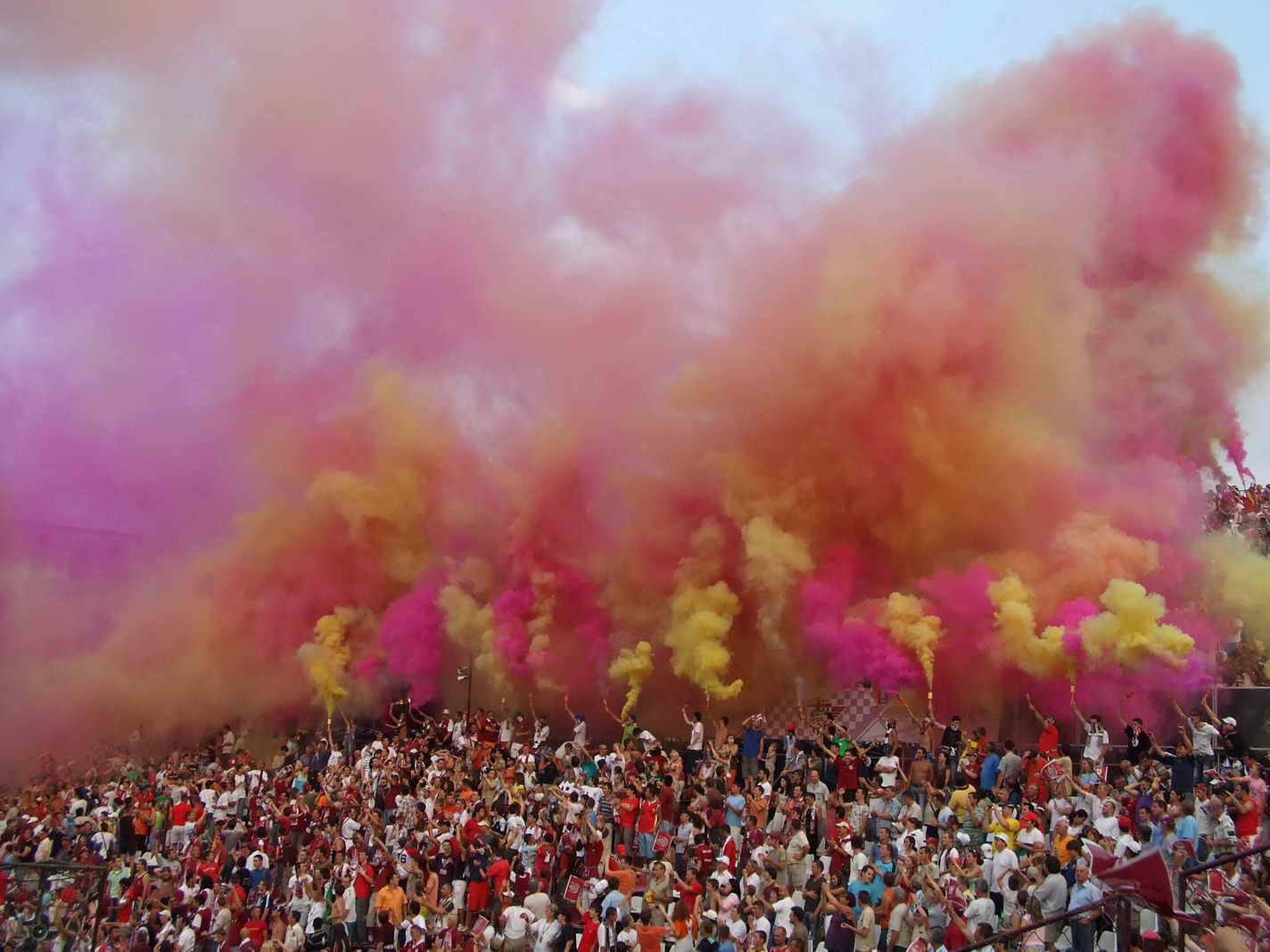
Fanii CFR-ului la un meci disputat acasă în 2010.

În sezonul următor, CFR a câștigat al treilea titlu de campioană, în vreme ce Universitatea a terminat din nou pe locul 8. Acest titlu a fost special pentru ca a fost câștigat tocmai acasă la U în ultima etapă, acest meci fiind o rejucare după ce meciul anterior ce fusese întrerupt în prima repriză(Cadu, după ce a înscris din penalty a mers și s-a bucurat în fata fanilor lui U arătând spre sigla CFR-ului de la piept, gest urmat de împingerea lui Cadu de portarul lui U, Bornescu, după care s-a iscat un meleu între jucătorii ambelor echipe. La ieșirea spre vestiare, maseurul echipei U la lovit cu pumnul pe Cadu pe la spate). Meciul rejucare a avut și arbitru croat pentru a elimina orice suspiciune de părtinire.

### Victorie după 42 de ani
În sezonul 2013-2014, pe 24 martie 2014, Universitatea a învins CFR-ul cu scorul de 2-1, înregistrând prima victorie de după 42 de ani împotriva principalei sale rivale, dar CFR s-a calificat pentru UEFA Europa League, în vreme ce Universitatea a evitat retrogradarea. Deși ambele echipe s-au confruntat cu probleme financiare începând cu anul 2014, CFR a rămas în primul eșalon, spre deosebire de Universitatea, care a retrogradat în anul următor. În 2016, Universitatea a retrogradat în Liga a III-a, a intrat în faliment și s-a reînființat în Liga a IV-a.

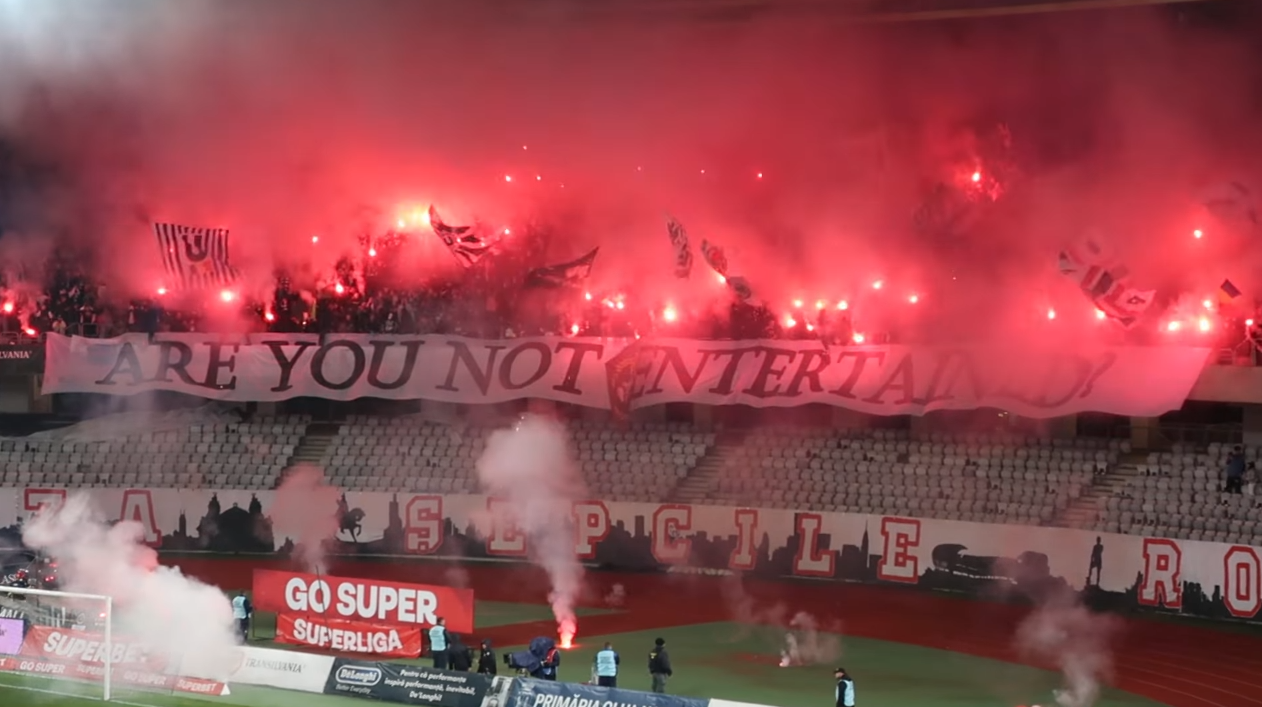
Fanii Universității la Derbiul Clujului disputat pe 23 octombrie 2022.

După 7 ani fără nicio dispută între cele două rivale, U Cluj jucând în acest interval în diviziile inferioare, pe 20 octombrie 2022, ele se întâlnesc din nou într-o confruntare directă în Cupa României, meciul încheindu-se 1-1 pe Cluj Arena, iar trei zile mai târziu, pe 23 octombrie se reîntâlnesc în SuperLiga României, scor 2-1 pentru CFR Cluj. Pe 23 martie 2023, CFR s-a impus acasă împotriva rivalei cu scorul de 4-0, într-o atmosferă incendiară creată de peste 5000 de suporteri U Cluj.
În sezonul 2023-2024, prima întâlnire a fost pe 21 august, la Cluj Arena, unde CFR s-a impus cu scorul de 4-3 după ce a fost condusă cu 0-2, și 3-2, în fața a aproximativ 22.000 de spectatori. Pe 2 noiembrie, cele două rivale s-au întâlnit într-un meci de cupă, care s-a încheiat la egalitate (1-1), dar cu spectacol în tribune cu peste 3 coregrafii interpretate de fanii U Cluj.

## Rezultatele confruntărilor directe

#### Perioada interbelică
Toate meciurile s-au disputat în cadrul campionatului districtual Cluj, pe Stadionul Orășenesc Cluj.
| Data              | Scor |
| ----------------- | ---- |
| 13 octombrie 1920 | 8–0  |
| 13 martie 1921    | 1–1  |
| 12 noiembrie 1921 | 2–1  |
| 11 iunie 1922     | 1–0  |
| 1923              | 4–0  |
| 14 mai 1923       | 0–0  |
| 1 decembrie 1923  | 1–0  |
| 28 iunie 1924     | 3–1  |
| 2 noiembrie 1924  | 1–1  |
| 14 iunie 1925     | 2–1  |
| 25 octombrie 1925 | 0–0  |
| 9 mai 1926        | 1–3  |
| 14 noiembrie 1926 | 1–0  |
| 13 martie 1927    | 2–1  |
| 13 noiembrie 1927 | 2–1  |
| 1 aprilie 1928    | 2–1  |
| 28 noiembrie 1928 | 2–1  |
| 26 mai 1929       | 5–0  |
| 27 octombrie 1929 | 4–1  |
| 30 martie 1930    | 5–0  |
| 1932              | 1–0  |

#### După al Doilea Război Mondial
La 31 mai 2025.
| CFR gazdă          | CFR gazdă | CFR gazdă     |
| Data               | Scor      | Competiție    |
| ------------------ | --------- | ------------- |
| 7 decembrie 1947   | 1–3       | Divizia A     |
| 27 martie 1949     | 1–0       | Divizia A     |
| 21 august 1950     | 1–2       | Divizia B     |
| 11 mai 1958        | 0–6       | Divizia B     |
| 28 iunie 1970      | 1–0       | Divizia A     |
| 25 octombrie 1970  | 2–1       | Divizia A     |
| 24 octombrie 1971  | 0–1       | Divizia A     |
| 22 octombrie 1972  | 2–1       | Divizia A     |
| 5 mai 1974         | 3–3       | Divizia A     |
| 9 aprilie 1975     | 0–0       | Divizia A     |
| 28 septembrie 1975 | 0–0       | Divizia A     |
| 1977               | 2–0       | Divizia B     |
| 1977               | 1–0       | Divizia B     |
| 1979               | 1–4       | Divizia B     |
| 25 septembrie 1983 | 0–1       | Divizia B     |
| 25 octombrie 1984  | 1–0       | Cupa României |
| 1992               | 1–2       | Divizia B     |
| 1 noiembrie 2002   | 0–0       | Divizia B     |
| 4 aprilie 2004     | 1–0       | Divizia B     |
| 12 februarie 2007  | 2–0       | Liga I        |
| 14 aprilie 2011    | 1–1       | Liga I        |
| 19 noiembrie 2011  | 3–1       | Liga I        |
| 29 mai 2013        | 3–1       | Liga I        |
| 24 martie 2014     | 1–2       | Liga I        |
| 29 septembrie 2014 | 1–0       | Liga I        |
| 4 martie 2015      | 0–0       | Cupa României |
| 13 martie 2023     | 4–0       | SuperLiga     |
| 21 decembrie 2023  | 4–0       | SuperLiga     |
| 4 august 2024      | 2–3       | SuperLiga     |
| 3 mai 2025         | 1–0       | SuperLiga     |

| Universitatea gazdă | Universitatea gazdă | Universitatea gazdă |
| Data                | Scor                | Competiție          |
| ------------------- | ------------------- | ------------------- |
| 9 mai 1948          | 2–4                 | Divizia A           |
| 5 septembrie 1948   | 0–1                 | Divizia A           |
| 26 martie 1950      | 0–0                 | Divizia B           |
| 29 mai 1950         | 3–1                 | Cupa României       |
| 22 septembrie 1957  | 3–0                 | Divizia B           |
| 8 martie 1959       | 4–2                 | Cupa României       |
| 18 octombrie 1969   | 0–0                 | Divizia A           |
| 9 mai 1971          | 1–1                 | Divizia A           |
| 3 mai 1972          | 1–0                 | Divizia A           |
| 13 mai 1973         | 2–2                 | Divizia A           |
| 7 octombrie 1973    | 2–2                 | Divizia A           |
| 15 septembrie 1974  | 0–0                 | Divizia A           |
| 25 aprilie 1976     | 0–1                 | Divizia A           |
| 26 septembrie 1976  | 0–1                 | Divizia B           |
| 1977                | 0–1                 | Divizia B           |
| 1978                | 2–1                 | Divizia B           |
| 8 aprilie 1984      | 1–0                 | Divizia B           |
| 31 august 1991      | 1–0                 | Divizia B           |
| 7 mai 2003          | 1–1                 | Divizia B           |
| 26 septembrie 2003  | 0–2                 | Divizia B           |
| 5 iulie 2008        | 0–1                 | Liga I              |
| 14 octombrie 2008   | 3–3 (d.l.d.)        | Cupa României       |
| 24 septembrie 2010  | 1–1                 | Liga I              |
| 18 mai 2012         | 2–3                 | Liga I              |
| 24 noiembrie 2012   | 1–2                 | Liga I              |
| 15 septembrie 2013  | 0–0                 | Liga I              |
| 1 aprilie 2015      | 0–0 (d.l.d.)        | Cupa României       |
| 10 aprilie 2015     | 1–0                 | Liga I              |
| 23 octombrie 2022   | 1–1                 | Cupa României       |
| 23 octombrie 2022   | 1–2                 | SuperLiga           |
| 21 august 2023      | 3–4                 | SuperLiga           |
| 2 noiembrie 2023    | 1–1                 | Cupa României       |
| 9 decembrie 2024    | 3–2                 | SuperLiga           |
| 31 martie 2025      | 1–0                 | SuperLiga           |

### Toate meciurile
| Competiție           | Meciuri | Victorii CFR | Egaluri | Victorii U | Goluri CFR | Goluri U |
| -------------------- | ------- | ------------ | ------- | ---------- | ---------- | -------- |
| SuperLiga României   | 37      | 19           | 11      | 8          | 57         | 38       |
| Liga a II-a          | 18      | 6            | 3       | 9          | 13         | 23       |
| Cupa României        | 8       | 2            | 3       | 3          | 9          | 12       |
| Campionatul regional | 21      | 4            | 4       | 13         | 23         | 38       |
| Total                | 84      | 30           | 21      | 33         | 102        | 111      |

     Victorie CFR Cluj
     Egal
     Victorie Universitatea Cluj

## Palmares
| 0CFR Cluj0      | Competiții           | 0Universitatea Cluj |        |
| Majore          | Majore               | Majore              | Majore |
| --------------- | -------------------- | ------------------- | ------ |
| 8               | Liga I               | 0                   |        |
| 5               | Cupa României        | 1                   |        |
| 4               | Supercupa României   | 0                   |        |
| 17              | La general           | 1                   |        |
| Ligi inferioare |                      |                     |        |
| 2               | Liga II              | 6                   |        |
| 7               | Liga III             | 2                   |        |
| 0               | Liga IV              | 1                   |        |
| 0               | Cupa României - Cluj | 1                   |        |
| 9               | La general           | 10                  |        |
| 26              | Total                | 10                  |        |